# Charlotte Jordan

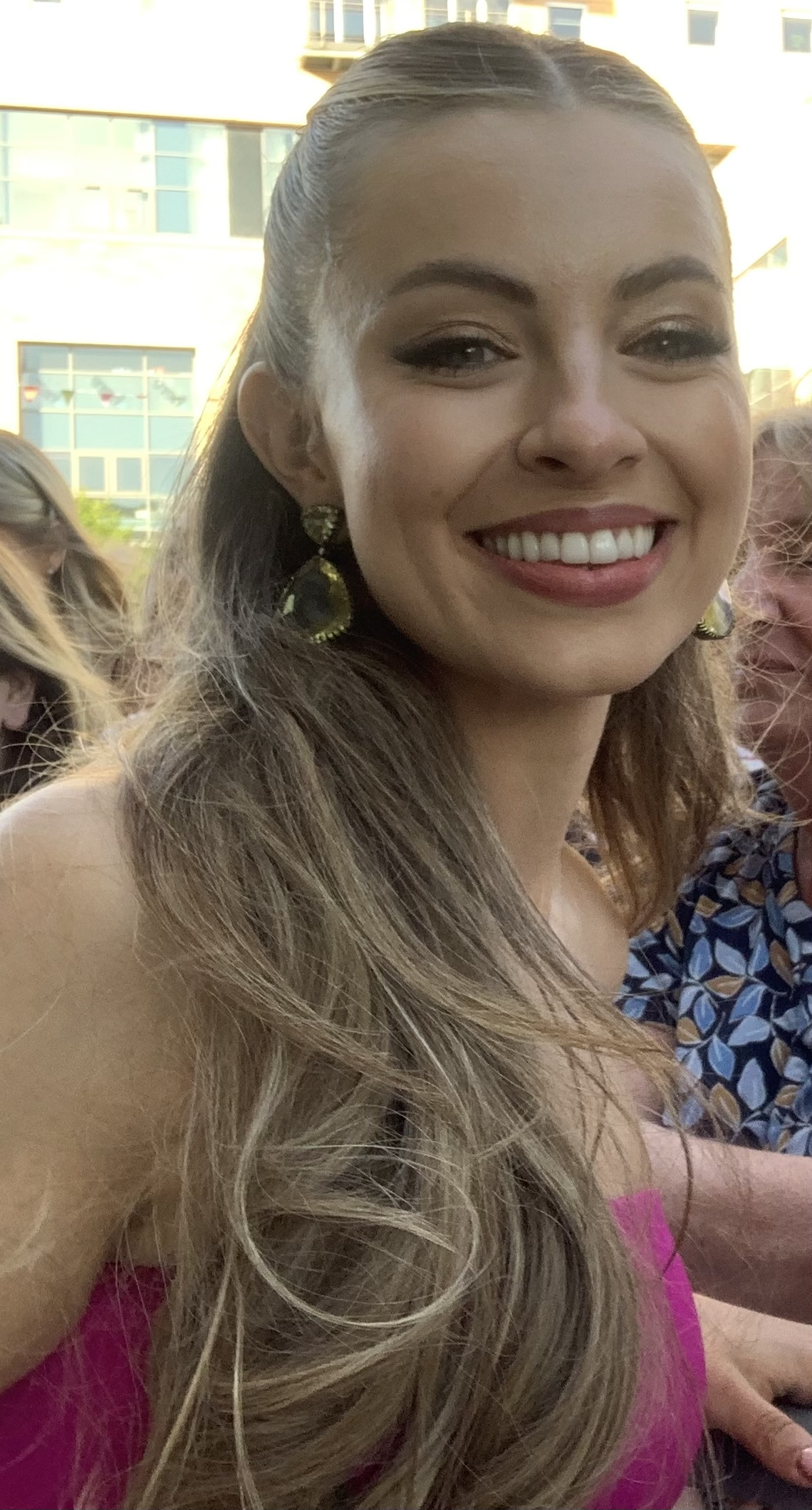
Charlotte Jordan

Charlotte Jordan Evans (* 1. Juni 1994 in Surrey) ist eine britische Schauspielerin.

## Leben und Karriere
Jordan wurde am 1. Juni 1994 in Surrey geboren. Sie besuchte Oakfield School. Während ihrer Schulzeit nahm sie an Ballett-, Gesangs- und Schauspielwettbewerben teil.
Ihr Debüt gab sie 2007 in einer Folge in The Bill. Von 2011 bis 2012 bekam sie in der Serie Summer in Transylvania eine Hauptrolle. Außerdem spielte Jordan 2016 in dem Film Angel of Decay mit. Ihre nächste Hauptrolle bekam sie 2018 in Netflixserie Free Rein. 2019 war sie Co-Autorin und Produzentin eines Kurzfilms Tracks. Seit 2020 ist Jordan in Coronation Street zu sehen.

## Filmografie
- 2007: The Bill (Fernsehserie, 1 Episode)
- 2010–2011: Summer in Transylvania (Fernsehserie)
- 2016: Angel of Decay
- 2013: Casualty (Fernsehserie, 1 Episode)
- 2018–2019: Free Rein (Fernsehserie)
- 2018: Free Rein: The Twelve Neighs of Christmas
- 2019: Free Rein: Valentine's Day
- seit 2020: Coronation Street (Fernsehserie)

## Auszeichnungen

### Gewonnen
- 2023: British Soap Awards in der Kategorie „Best Dramatic Performance“[7]
- 2023: RTS North West Awards in der Kategorie „Best Performance in a Continuing Drama“[8]

### Nominiert
- 2023: British Soap Awards in der Kategorie „Best Leading Performer“[7]
- 2023: 28th National Television Awards in der Kategorie „Serial Drama Performance“[9]
- 2023: TVTimes Awards in der Kategorie „Favourite Soap Actor“[10]